# Temps composés (album)
Pour la notion grammaticale, voir Temps composé.
 (mai 2017).
Temps Composés est un album de jazz/world de Mehdi Nabti enregistré live en quartet (Pulsar4) avec le batteur/chanteur congolais Lionel Kizaba, le percussionniste syrien Phyras Haddad et le bassiste canadien Nicolas Lafortune le 28 octobre 2013 à la Maison de la culture Frontenac de Montréal et sorti sur bandcamp sous licence Société canadienne des auteurs, compositeurs et éditeurs de musique. 

## Titres
Toute la musique est composée par Mehdi Nabti.
| No | Titre               | Durée |
| -- | ------------------- | ----- |
| 1. | Clavé               | 05:44 |
| 2. | Al-Haddoun Revisité | 07:19 |
| 3. | Mevlevi             | 06:50 |
| 4. | 22322 Géomancie     | 04:06 |
| 5. | Massinissa          | 06:01 |
| 6. | Le Mouvement Absolu | 04:59 |
| 7. | Yemma Gouraya       | 04:11 |

## Musiciens
- Mehdi Nabti : Saxophone alto, Flûte marocaine nira
- Lionel Kizaba : batterie, voix, chant lingala, percussions congolaises
- Nicolas Lafortune : basse électrique, voix
- Phyras Haddad : derbouka, voix

## Réception
L'album est salué par CIBL-Radio Montréal qui le classe parmi les 10 meilleurs albums jazz de 2014.  
Dans Le Devoir, le critique Yves Bernard écrit :

«  On ne s’enfarge donc pas dans les préliminaires et, dès le départ, une basse lourde répond rapidement à l’appel de la clave et pénètre dans une densité polyrythmique composée d’éléments des deux côtés de l’Atlantique. Le groupe est d’ailleurs composé d’une section rythmique de trois musiciens, dont un bassiste, funky et bourdonnant, de même que d’un seul mélodiste improvisateur qui en est le leader. On repère souvent l’influence des musiques confrériques avec de courtes phrases qui annoncent l’élan du saxo alto, mais les impros du jazz et les harmonies à l’européenne sont présentes. Plusieurs passages sont percussifs et on se livre même à la multipercussion vocale. Effets hypnotiques. »

## Presse
Canada
- Temps Composés Le Devoir (Canada)